# Ibrahima Sidibe
Ibrahima Sidibe (Nguidile, 1980. augusztus 10. –) szenegáli válogatott labdarúgó, a Nyírbéltek KSE játékosa. Elsősorban csatár, de a Debrecenben bal oldali védőként is játszott. Magyarországon a DVSC csapatában játszott 2004-2007-ig, majd 2012 nyarán visszatért, és 2016 nyaráig volt a klub játékosa.

## Pályafutása
Sidibe 2005 nyarán költözött először Magyarországra, két és fél évet töltött el Debrecenben, mielőtt a belga Sint-Truidenhez igazolt át. Belgiumban ezt követően a Beerschotnál és a Westerlónál is futballozott, 2012-ben azonban visszatért a Lokihoz. A 2015–2016-os szezonban főleg tavasszal már kevesebb lehetőséghez jutott, 22 mérkőzésen öt gólt szerzett, a bajnokság végén pedig elhagyta Debrecent. Pályafutását a belga harmadosztályban, az előző idényt a negyedik helyen záró KSK Hasseltnél folytatta. 2023. július 13-án bejelentették, hogy a Nyírbéltek KSE csapatánál folytatja pályafutását.

## Mérkőzései a szenegáli válogatottban
| #  | Dátum               | Ellenfél         | Eredmény | Kiírás              | Esemény |
| -- | ------------------- | ---------------- | -------- | ------------------- | ------- |
| 1. | 2006. augusztus 16. | Elefántcsontpart | 1 – 0    | barátságos mérkőzés | 66'     |
| 2. | 2006. szeptember 2. | Mozambik         | 2 – 0    | ANK-selejtező       | 82'     |

## Sikerei, díjai
- DVSC:
  - Magyar bajnok: 2006, 2007
  - Magyar kupagyőztes: 2013
  - Magyar szuperkupa-győztes: 2005, 2006, 2007
  - Magyar szuperkupa-döntős: 2013
  - Zilahi-díj: 2007